# Albert Škarvan

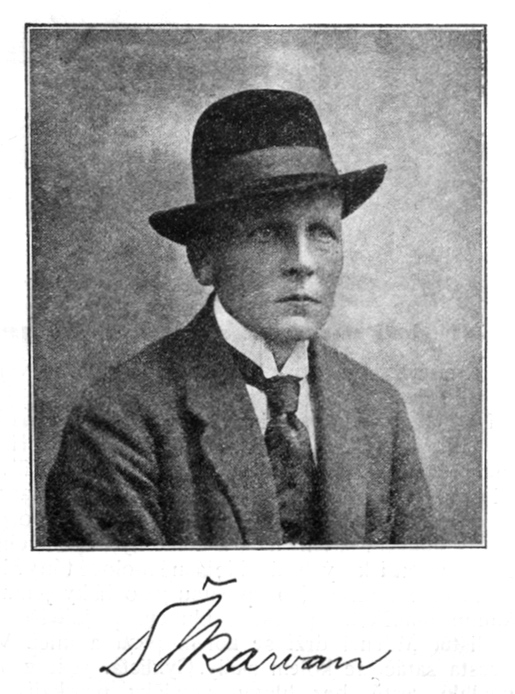
Albert Škarvan

Albert Škarvan (* 31. Januar 1869 in Turdossin, Königreich Ungarn; † 29. März 1926 in Liptovský Hrádok, Tschechoslowakei, heute Slowakei) war ein ungarischer Schriftsteller, Übersetzer und Mediziner.

## Leben
Nach dem Studium der Medizin an den Universitäten Budapest, Prag und Innsbruck wurde Škarvan Militärarzt. Während seiner Dienstzeit las er Leo Tolstois Das Reich Gottes ist in Euch. In der Folge lehnte er 1895 den Militärdienst aus Gewissensgründen ab, weshalb er degradiert und zu vier Monaten Haftstrafe verurteilt wurde. Zudem wurde ihm das Doktordiplom entzogen. Nach seiner Haft wurde Škravan von Tolstoi nach Russland eingeladen. Während seines Aufenthalts in Russland kam er in Kontakt mit der Esperanto-Bewegung und schloss sich ihr an.
Aus politischen Gründen wurde Škarvan aus Russland ausgewiesen. 1897/98 lebte er in England. Aus gesundheitlichen Gründen übersiedelte er 1898 in die Schweiz. Dort schloss er Freundschaft mit Gusto Gräser, dem Dichter und Mitbegründer der Reformsiedlung Monte Verità. Mit ihm zusammen wollte er 1905 in Ascona eine Landheimschule errichten. Durch seine Übersetzungen der Schriften von Leo Tolstoi, zusammen mit dem ungarischen Philosophen Eugen Heinrich Schmitt, trug er wesentlich zur Ideenbildung der lebensreformerischen Kolonisten bei.
1909 wurde er begnadigt und kehrte 1910 in die Slowakei zurück, wo er als Arzt tätig war. 1926 nahm er sich das Leben.
Škarvan übersetzte Werke von Alexander Puschkin, Maxim Gorki, Iwan Turgenjew, Anton Tschechow und Guy de Maupassant ins Slowakische, Ungarische und Deutsche.

## Veröffentlichungen
- Peter Brock (Hrsg. und Übers.), Life in an Austro-Hungarian Military Prison. The Slovak Tolstoyan Dr. Albert Škarvan's Story, Toronto 2002.